# Ségur-les-Villas
Ségur-les-Villas – miejscowość i gmina we Francji, w regionie Owernia-Rodan-Alpy, w departamencie Cantal.
Według danych na rok 1990 gminę zamieszkiwało 318 osób, a gęstość zaludnienia wynosiła 12 osób/km² (wśród 1310 gmin Owernii Ségur-les-Villas plasuje się na 538. miejscu pod względem liczby ludności, natomiast pod względem powierzchni na miejscu 287.).